# راز هيرشكو
راز هيرشكو (مواليد 19 يونيو 1998) هي لاعبة جودو إسرائيلية، فازت بالميدالية البرونزية في منافسة الفريق المختلط في الألعاب الأولمبية الصيفية 2020.